# Tmarus curvus
Tmarus curvus là một loài nhện trong họ Thomisidae.
Loài này thuộc chi Tmarus. Tmarus curvus được Arthur Merton Chickering miêu tả năm 1950.